# تانوم سندز
تانوم سندز (به انگلیسی: Tannum Sands) یک شهرک در استرالیا است که در کوئینزلند واقع شده‌است.